# Daleava, Drohobîci
Daleava (în ucraineană Далява) este un sat în comuna Solonske din raionul Drohobîci, regiunea Liov, Ucraina.

## Demografie
Componența lingvistică a localității Daleava
     Ucraineană (100%)
Conform recensământului din 2001, toată populația localității Daleava era vorbitoare de ucraineană (100%).